# Museo del Queso Chillón
Museo del Queso Chillón es un museo etnográfico dedicado al queso elaborado por la Familia Chillón desde 1890, está ubicado en Toro (Zamora). Encuadrado en la tipología de museos de etnología y antropología. Forma parte de la Red de Museos de Castilla y León.

## Historia
Museo del Queso Chillón hace un recorrido desde los orígenes como queseros a finales del siglo XIX de la familia de los Chillón. Fue en 1890 cuando Manuel Chillón inició su negocio de producción y venta de quesos. Desde entonces 4 generaciones han tenido el queso como un proyecto de vida.
El museo abrió sus puertas el 26 de abril de 2016 y fue autorizado por la Junta de Castilla y León por Orden de 13 de diciembre de 2017.
Integrado dentro de la Ruta de los Museos de Castilla y León.

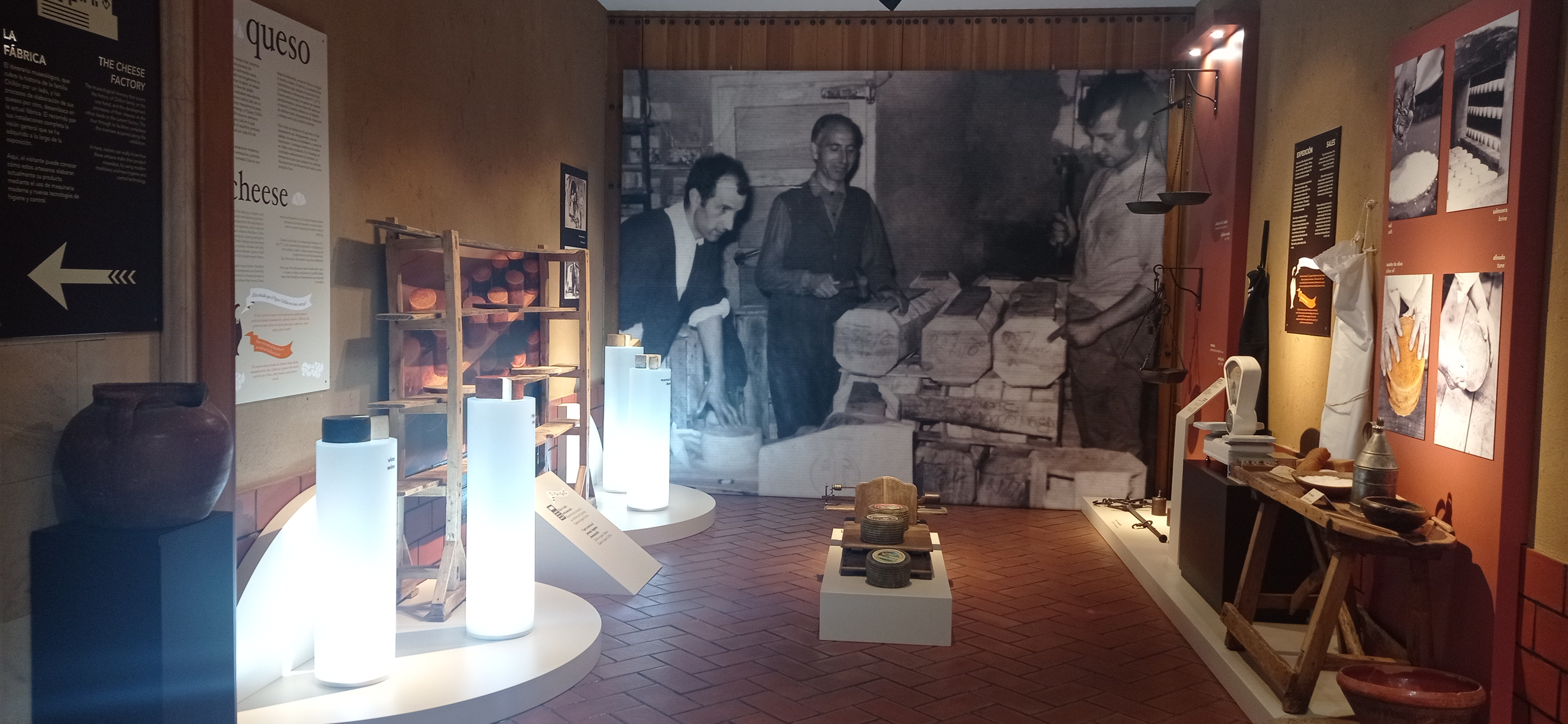
Museo del Queso Chillón

## Recorrido expositivo
Se inicia con un recorrido cronológico por la historia de la familia y su producto estrella, el queso. Los fondos de la colección son de tipo etnológicos, antropológico y biográfico.

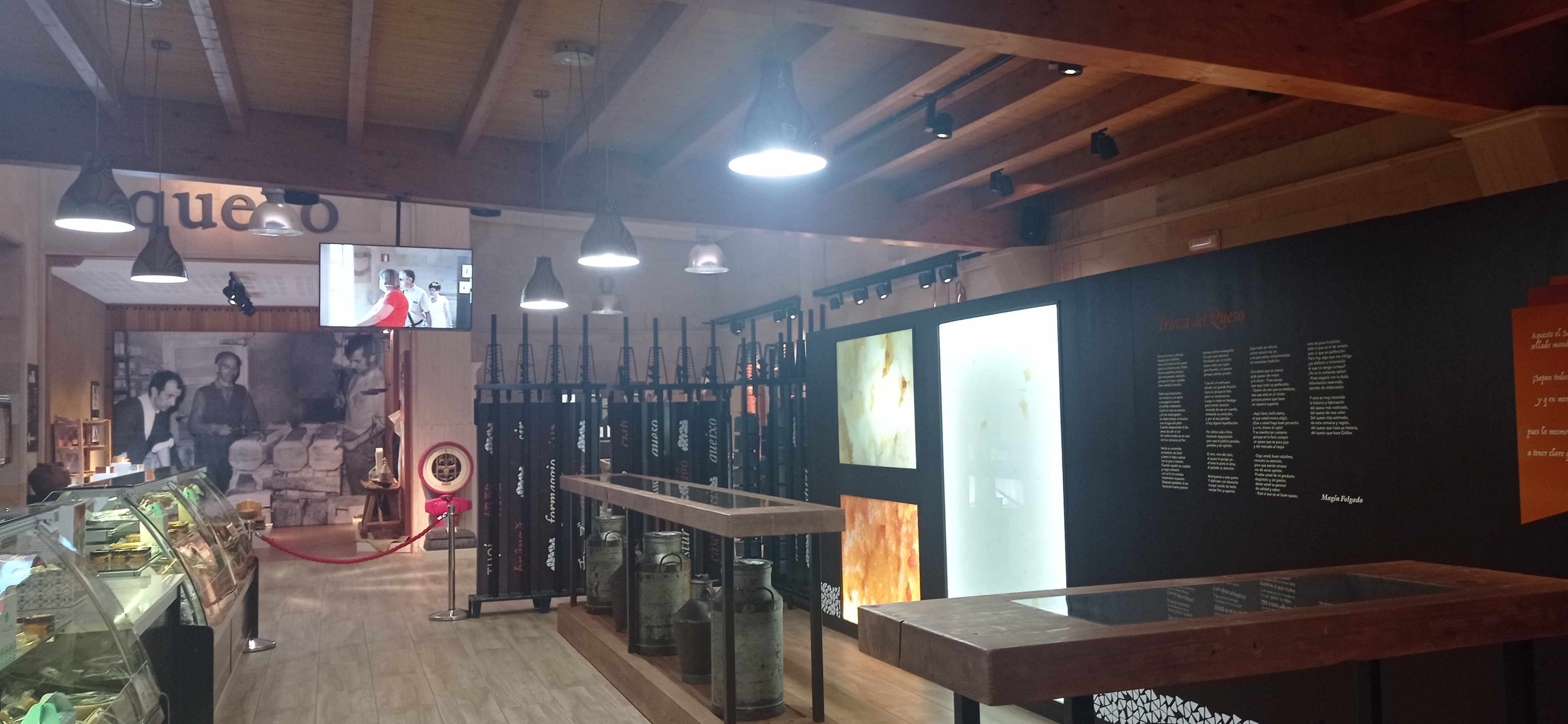
Museo del Queso Chillón

- El primero está dedicado a la leche:

Presenta el papel de la leche en el proceso de fabricación del queso, su procedencia y la relación entre el ganadero y el quesero, mediante fotografías y una muestra de diferentes recipientes para su traslado.  
Se muestran los procesos de la fabricación del queso: la leche, la transformación posterior en cuajada y la elaboración natural del queso.  
- El segundo, se muestran objetos como recipientes y moldes implicados en la elaboración del queso, y cómo han ido evolucionando a través de los años, desde   los tradicionales cinchos hasta los modernos microperforados.  Museo del Queso Chillón

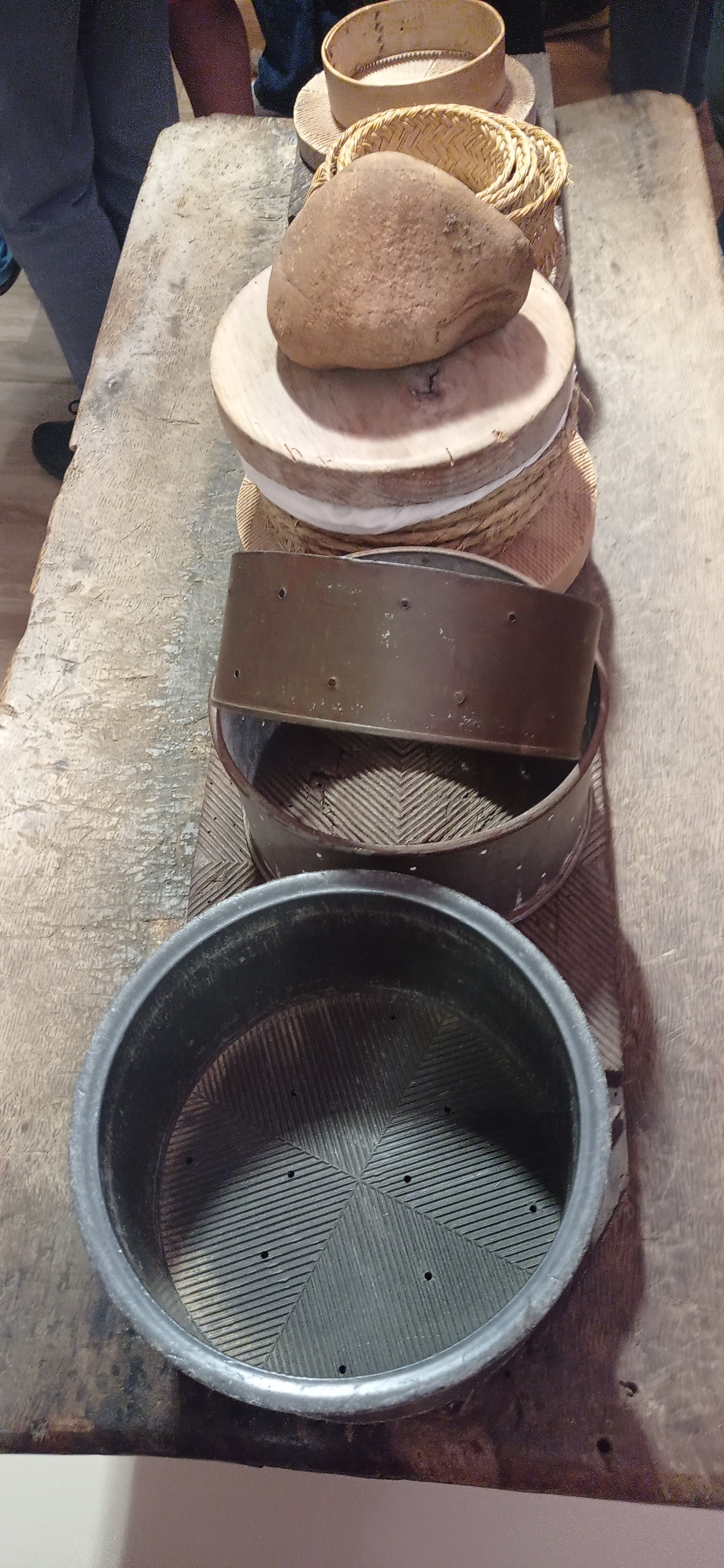
Museo del Queso Chillón

- El tercer bloque presenta en imágenes la recreación de una jornada quesera de tiempos pasados.